# Nîjnohirskîi
Nîjnohirskîi (în ucraineană Нижньогірський) este așezarea de tip urban de reședință a raionului Nîjnohirskîi din Republica Autonomă Crimeea, Ucraina. În afara localității principale, mai cuprinde și satele Liniine și Zelene.

## Demografie
Componența lingvistică a așezării de tip urban Nîjnohirskîi
     Rusă (81,39%)
     Tătară crimeeană (9,41%)
     Ucraineană (8,2%)
     Alte limbi (0,38%)
Conform recensământului din 2001, majoritatea populației așezării de tip urban Nîjnohirskîi era vorbitoare de rusă (81,39%), existând în minoritate și vorbitori de tătară crimeeană (9,41%) și ucraineană (8,2%).